# 马力欧医生&细菌扑灭
《马里奥医生&细菌扑灭》是一款益智游戏，在游戏中玩家将扮演医生马力欧。游戏最早于2008年3月25日在日本WiiWare平台发布，其后又在欧洲和澳大利亚以及北美发布。其中美版名中的Rx表示医学处方符号“℞”。

## 系统
与其他马里奥医生游戏一样，玩家必须控制胶囊消灭游戏区的彩色病毒。

## 评价
IGN给游戏打了8.5/10分，称主游戏“无始无终”，新增的病毒消灭模式“相当混沌”。然而他们对游戏主模式只支持两个人（早期游戏支持4人）以及病毒消灭模式不能联机感到失望。此外N-Europe给游戏打了8/10分别，称其“和我们所知道及喜爱的马里奥医生相同”，并称赞其的功能、画面以及令人上瘾的游戏玩法。
而GamesRadar给了游戏6/10分，并未觉得游戏核心玩法如此的好，并称其为“不足以让您上瘾而注意”的“略显尴尬的益智游戏”，并将游戏和魔法气泡系列做了对比。然而他们称赞了多人游戏及音乐以外的清晰感官。NGamer也批评了游戏玩法并出2/5分。